# Calmar, Alberta
Calmar är en ort i Kanada.   Den ligger i provinsen Alberta, i den centrala delen av landet, 2 900 km väster om huvudstaden Ottawa. Calmar ligger 725 meter över havet och antalet invånare är 2 000. Orten är uppkallad efter Kalmar, varifrån ortens första postmästare, C.J. Blomquist, härstammade.
Terrängen runt Calmar är platt, och sluttar norrut. Närmaste större samhälle är Leduc, 17,7 km öster om Calmar.
Trakten runt Calmar består till största delen av jordbruksmark. Runt Calmar är det mycket glesbefolkat, med 5 invånare per kvadratkilometer.